# 行松氏
行松氏（ゆきまつし）は、日本の氏族。伯耆国の国人で尾高城を本拠地として西伯耆を中心に勢力を誇った。

## 概要
行松氏は伯耆会見郡中間庄を本貫とする在地勢力出身の国人で鎌倉時代頃までさかのぼるという。室町時代末には東伯耆の南条氏と肩を並べる程の勢力を有していたが、その実態は南条氏以上に不明な点が多い。

### 室町時代から戦国時代
室町時代にはその家督を山名師義の子・幸松右馬允が継承した。そのため、行松氏は山名一族と同格に扱われ、他の国人とは一線を画す存在になっていた。大舘尚氏の記した『大舘常興書札抄』には山名尚之の被官として「幸松八郎、五郎二郎」の名が記されている。明応元年（1492年）の時点で山名氏の被官として見える行松氏は、永正年間より始まる尼子氏の伯耆進出で尾高城を追われて国外へ退去した。後に毛利氏傘下に属した行松正盛は永禄5年（1562年）夏、毛利勢の協力を得て尾高城へ復帰した。永禄6年（1563年）の末に正盛が病没すると尾高には杉原盛重が入城、正盛の遺児は杉原盛重によって養育された。正盛の死後、杉原盛重によって尾高城を乗っ取られた行松氏は急速に勢力を衰退させていった。

### 安土桃山時代
行松氏は天正年間に入ると杉原氏から一向に返還されない尾高城を奪還するため、毛利氏陣営から離脱、南条氏を頼った。行松氏は天正12年（1584年）に細木原城の戦いを起こすなど、南条氏支援の下に奔走した。翌13年（1585年）には河原山城の戦いで汗入郡方面に兵を進めるも、福頼元秀らの反撃に遭い羽衣石城へ退却した。この後、慶長5年（1600年）の関ヶ原の戦いで西軍についた南条氏は没落、行松氏も同じく没落していった。

## 家臣団
行松氏の家臣としては菊池氏、末次氏、船越氏が見える。このうち、菊池・末次両氏は永正年間に尼子氏が伯耆へ進出した際に行松氏より離れ、尼子陣営へ入った。菊池氏は永禄初期には再び、行松氏の下へ復帰しているが末次氏については不明である。なお、この離反によって行松氏はその勢力を大きく衰退させることになった。